# Phrurolithus umbratilis
Phrurolithus umbratilis är en spindelart som beskrevs av Bishop och Crosby 1926. Phrurolithus umbratilis ingår i släktet Phrurolithus och familjen flinkspindlar. Inga underarter finns listade i Catalogue of Life.